# Louise Buenger Robbert
Louise Buenger Robbert (* 18. August 1925 in Saint Paul (Minnesota); † 11. Juni 2007 in St. Louis) war eine amerikanische Historikerin und Numismatikerin. 
Sie absolvierte 1947 ihren Bachelor of Arts am Carleton College in Northfield, 1949 ihren Master of Arts und ihren Bachelor of Education an der University of Cincinnati. Promoviert wurde sie 1955 an der University of Wisconsin–Madison. 
Robbert konzentrierte ihre Arbeit auf das mittelalterliche Venedig. Unter den herausragenden Publikationen ist The Venetian Participation in the Crusade of Damietta zu nennen, die sie in den Studi Veneziani 1995 veröffentlichte, dann Venice and the Crusades in A History of the Crusades, herausgegeben von Kenneth M. Setton, genauer gesagt im fünften Band, den Harry W. Hazard und Norman P. Zacour publizierten. Sie verfasste wesentliche Beiträge, wie Dandolo Family oder Orseolo Family, Falier, Marino, dann Grado, Patriarchate of oder Muda  in Medieval Italy, an Encyclopedia.
Buenger war Instructor am Smith College in Massachusetts von 1954 bis 1955, erhielt ein Fulbright Scholarship für Venedig, wo sie von 1955 bis 1957 studierte.
Nach ihrer Rückkehr lehrte sie Geschichte am Hunter College in New York bis 1960. Sie lehnte eine tenure ab, um George S. Robbert heiraten zu können. So wechselte sie als Instructor an das St. Louis College of Pharmacy (bis 1962). Dann zog das Paar nach Lubbock (Texas), wo Louise als Assistant Professor für Geschichte am Texas Technological College (heute Texas Tech University) bis 1963 arbeitete, dann als Associate Professor bis 1975. 
1975 zog das Paar nach St. Louis, wo George seine Arbeit am Concordia Seminary aufnahm. Dort war sie gleichfalls Associate Professor für Geschichte an der University of Missouri–St. Louis ab 1978. 1997 wurde sie emeritiert. 
2006 starb ihr Ehemann. Sie selbst starb im folgenden Jahr an Krebs und wurde neben ihm auf dem Bellefontaine Cemetery beigesetzt.

## Werke (Auswahl)
- Reorganization of the Venetian Coinage by Doge Enrico Dandolo, in: Speculum 49 (1974) 48–60.
- A Venetian Naval Expedition of 1224, in: David Herlihy u. a. (Hrsg.): Economy, Society and Government in Medieval Italy. Essays in Memory of R. L. Reynolds, Kent (Ohio) 1969, 141–152.
- Money and prices in thirteenth-century Venice, in: Journal of Medieval History 20 (1994) 373–390.
- Reorganization of the Venetian Coinage by Doge Enrico Dandolo, in: Speculum 49 (1974) 48–60.
- The Venetian Money Market 1150-1229, in: Studi Veneziani 13 (1971) 3–121.
- Venetian Participation in the Crusade of Damietta, in: Studi Veneziani n.s. XXX (1995) 15–33.
- Rialto Businessmen and Constantinople, 1204-61, Dumbarton Oaks Papers, Bd. 49, Symposium on Byzantium and the Italians, 13th-15th Centuries, 1995, S. 43–58.
- Domenico Gradenigo: A Thirteenth Century Venetian Merchant, in: Ellen E. Kittell, Thomas F. Madden (Hrsg.): Medieval and Renaissance Venice, University of Illinois, 1999, 27–48.
- Il sistema monetario in: Vittore Branca (Hrsg.): Storia di Venezia dalle origini alla caduta della serenissima, Bd. 2, Rom 1995, S. 409–436.